# Dawkinsia rubrotinctus
Dawkinsia rubrotinctus (Syn.: Puntius rubrotinctus) ist ein Süßwasserfisch aus der Familie der Karpfenfische (Cyprinidae). Die Art wurde 1849 durch den britischen Mediziner, Zoologen und Botaniker Thomas Caverhill Jerdon als Systomus rubrotinctus beschrieben, galt später lange Zeit als Synonym der Dreibandbarbe (Dawkinsia arulia) und wurde erst 2011 wieder als Puntius rubrotinctus revalidiert, 2012 dann durch Rohan Pethiyagoda, Madhava Meegaskumbura & Kalana Maduwage der neu aufgestellten Gattung Dawkinsia zugeordnet.
Sie kommt in Südindien im Kaveri und seinen Nebenflüssen in den Bundesstaaten Kerala, Karnataka und Tamil Nadu vor.

## Merkmale
Dawkinsia rubrotinctus wird 6,5 bis 8 cm lang und besitzt einen südasiatische Barben typischen Körper, der mäßig langgestreckt und seitlich abgeflacht ist. Die Kopflänge macht 28,3 bis 32,8 % der Standardlänge aus. Die Augen sind groß und liegen näher zur Schnauzenspitze als zum Kiemendeckelrand. Ihr Durchmesser beträgt 29,3 bis 35,8 % der Kopflänge. Der Abstand zwischen den Augen entspricht ihrem Durchmesser. Die Schnauzenlänge ist geringer als der Augendurchmesser. Männchen haben einige kleine Tuberkeln auf der Schnauze, die sich bis in die Region zwischen den Augen erstrecken. Das Maul ist endständig, die Lippen dick. Die Maxillare reicht bis zum vorderen Augenrand. Am Oberkiefer ist ein kleines Bartelpaar vorhanden. Die Barteln erreichen 7,3 bis 13,4 % der Kopflänge.
Der Beginn der Rückenflosse liegt näher zur Schnauzenspitze als zur Schwanzflossenbasis, die Bauchflossen beginnen nur wenig dahinter. Brust- und Bauchflossen sind kurz und reichen nicht bis zum Beginn der Afterflosse. Die Höhe des Schwanzflossenstiels ist nur wenig geringer als seine Länge. Die Schwanzflosse ist tief gegabelt, ihre Enden sind zugespitzt.
- Flossenformel: Dorsale: iii/8½; Anale: iii/5½; Pectorale: 13-14; Ventrale: i/8, Caudale: 1+9+8+1.
- Schuppenformel: 20-22/½4+1+2/12.

Dawkinsia rubrotinctus hat drei deutlich sichtbare schwarze Flecken auf den Körperseiten, die drei Schuppen hoch und zwei Schuppen lang sind. Die Flecken der Dreibandbarbe sind dagegen diffus. Der Abstand zwischen der Rückenflosse und den Hypuralia ist bei D. rubrotinctus kürzer, ebenso der Abstand zwischen den Augen. Die Anzahl der Kiemenreusenstrahlen liegt bei zehn bis elf (acht bei der Dreibandbarbe). Die Flossen sind transparent.